# Blepisanis pseudolatesuturalis
Blepisanis pseudolatesuturalis là một loài bọ cánh cứng trong họ Cerambycidae.